# Utashinai
Utashinai (japanisch 歌志内市, -shi) ist eine Stadt in der Unterpräfektur Sorachi auf der Insel Hokkaidō (Japan).

## Geographie
Utashinai liegt südwestlich von Asahikawa und nordöstlich von Sapporo.
Zu Anfang des 20. Jahrhunderts hatte Utashinai eine Bevölkerung von 7.000 Einwohnern und war als Kohlestadt bekannt. Dies führte zu einem rasanten Bevölkerungsanstieg, so dass während der Meiji-Zeit-40er (1907 bis 1916) in der Stadt 10.000 und während der frühen Taishō-Zeit 20.000 Menschen in der Stadt lebten, was sich auch nach dem Zweiten Weltkrieg fortsetzte als 1948 der Spitzenwert von 46.000 Einwohnern erreicht wurde. Ab den 1960er Jahren war die Kohleindustrie rückläufig und die Einwohnerzahl sank bis 1981 auf 10.000 und nach dem Schließen des Sorachi-Kohlebergwerks im März 1995 auf 5.000 Einwohner mit anhaltendem Trend.

## Geschichte
Die Ernennung zur Shi erfolgte am 1. Juli 1958.

## Söhne und Töchter der Stadt
- Saburi Shin (1909–1982), Filmschauspieler, Regisseur
- Takahashi Kiichirō (1928–2007), Schriftsteller

## Angrenzende Städte und Gemeinden
- Ashibetsu
- Akabira
- Sunagawa